# خنجر الدفع
الخنجر الدفعيّ (المعروف بالتناوب باسم: خنجر المثقاب أو سكين الثقب أو سكين الدفع) هو خنجر قصير النصل بمقبض على شكل حرف "T" مصمم ليتم الإمساك به في اليد بحيث تبرز الشفرة من مقدمة قبضة يد الشخص، عادةً بين السبابة والوسطى. استُخدم هذا الخنجر كسلاح قتال عن قرب للمدنيين في أوائل القرن التاسع عشر، وشهد أيضًا بعض الاستخدام في حرب الخنادق في الحرب العالمية الأولى.